# 우속 (사람)
우속(虞續, ? ~ 145년) 또는 우적(虞績)은 후한 중기의 관료이다. 사람됨이 탐욕스럽고 경박하였다.

## 생애
예장태수를 지냈는데, 독우 유백이 군에 들어올 때 법에 따라 수레를 보내야 하였으나 그러지 않았다. 유백은 칼을 뽑고 우속을 구타하였고, 우속은 두려워하여 수레를 보냈다. 유백은 이를 상서(尙書)에 보고하였다.
영희 원년(145년) 2월, 재임 중 횡령죄로 하옥되고 죽었다.

## 출전
- 저자 미상, 《한위선현행장》(漢魏先賢行狀) [이방, 《태평어람》 권253에 인용]
- 범엽, 《후한서》 권6 효순효충효질제기